# Karine
Karine ist ein weiblicher Vorname griechisch-lateinischer Herkunft, der mit der Bedeutung „Freundin“ bzw. „sehr geliebt“ als Variante von Cara, Carina bzw. Karina in verschiedenen Sprachen, insbesondere jedoch im französischsprachigen Raum vorkommt. Für die Bedeutung im Italienischen wird „Liebe Kleine“ angegeben. Zur ursprünglichen Herkunft und Bedeutung vgl. auch bei Katharina.

## Namensträgerinnen
- Karine Babajanyan, armenische Opernsängerin (Sopran)
- Karine Bach (1973–2005), französische Schauspielerin und Pornodarstellerin, siehe Karen Lancaume
- Karine Berger (* 1973), französische Politikerin
- Karine Bogaerts (* 1966), belgische Tischtennisspielerin
- Karine Chemla (* 1957), französische Mathematikhistorikerin und Sinologin
- Karine Danieljan (1947–2022), sowjetisch-armenische Biophysikerin, Ökologin, Politikerin und Hochschullehrerin
- Karine Dubouchet Revol (* 1971), französische Geschwindigkeitsskifahrerin
- Karine Elharrar (* 1977), israelische Politikerin
- Karine Gilanyan (* 1981), armenische Pianistin
- Karine Jean-Pierre (* 1974), französisch-US-amerikanische Politikerin
- Karine Kazinian (1955–2012), armenische Diplomatin
- Karine Lalieux (* 1964), belgische Politikerin (PS)
- Karine Muijlwijk (* 1988), niederländische Volleyballspielerin
- Karine Laurent Philippot (* 1974), französische Skilangläuferin
- Karine Polwart (* 1970), schottische Folk-Sängerin
- Karine Reuter (* 1969), luxemburgische Notarin und Fernsehmoderatorin
- Karine Ruby (1978–2009), französische Snowboarderin und Olympiasiegerin
- Karine von Rumohr (* 1977), deutsche Schriftstellerin, Mediatorin und Priorin
- Karine Sergerie (* 1985), kanadische Taekwondoin
- Karine Tuil (* 1972), französische Schriftstellerin
- Karine Vanasse (* 1983), kanadische Schauspielerin